# Necrophobic
Necrophobic est un groupe suédois de blackened death metal, originaire de Stockholm. Il est formé en 1989 par le guitariste David Parland et le batteur Joakim Sterner. Sterner est le seul membre original restant. Le premier album The Nocturnal Silence sort en 1993, et le neuvième album Dawn of the Damned sort en 2020. Au début, le groupe jouait du death metal pur, mais plus tard, leur style musical évoluera vers le black metal. Les paroles de Necrophobic traitent souvent de l'obscurité, du mal, de l'anti-religion et de la mythologie nordique.

## Histoire
Necrophobic est formé en 1989 par le guitariste David « Blackmoon » Parland et le batteur Joakim Sterner. Le nom du groupe est tiré d'une chanson homonyme sur le troisième album studio de Slayer, Reign In Blood. Le tout premier enregistrement est la chanson Realm of Terror, qui est enregistrée au centre de loisirs de Björkhagen, et publiée sur cassette audio en 1989. La première démo officielle du groupe est publiée en 1990.
Le groupe sort sa première démo officielle, Slow Asphyxiation, en 1990. Deux des trois chansons figurant sur la démo se retrouvent sur une compilation publiée par le label autrichien Witchhunt Records En plus de Parland et Sterner, le chanteur Stefan Zander y figure également. Le label américain Wild Rags Records contacte le groupe et en 1991, Necrophobic sort l'EP cassette trois titres Unholy Prophecies en 5 000 exemplaires. Wild Rags sort également un EP 7" trois titres, The Call, qui est accompagné d'un poster du groupe. Il est enregistré au Sunlight Studio. En plus des deux membres fondateurs, on y retrouve Tobias Sidegård à la basse et Stefan Harrvik au chant. L'EP sera réédité en 2018 par Hammerheart Records en format vinyle 12".
En avril 2014, le départ de l'ancien chanteur Anders Strokirk est annoncée au sein du groupe, ainsi que le retour des guitaristes Sebastian Ramstedt et Johan Bergebäck. Le 23 février 2018, le huitième album studio du groupe, Mark of the Necrogram, sort sur le label Century Media Records. Un clip vidéo est également réalisé pour la chanson Pesta. En 2019, Alex Friberg est remplacé par Allan Lundberg à la basse. En octobre 2020 sort l'album Dawn of the Damned, également sur Century Media. Des clips sont publiés pour les chansons Mirror Black, The Infernal Depths of Eternity et Devil's Spawn Attack. Marcel Schirmer est invité en tant que chanteur sur Devil's Spawn Attack.

## Discographie

### Albums studio
- 1993 : The Nocturnal Silence
- 1997 : Darkside
- 1999 : The Third Antichrist
- 2002 : Bloodhymns
- 2006 : Hrimthursum
- 2009 : Death to All
- 2013 : Womb of Lilithu
- 2018 : Mark of the Necrogram (23e en Allemagne, 24e en Autriche, 42e en Suisse[4],[5],[6])
- 2020 : Dawn of the Damned (26e en Allemagne, 35e en Autriche, 35e en Suisse[4],[5],[6])

### Albums live
- 2003 : Tour EP 2003
- 2009 : Satanic Blasphemies
- 2018 : Satanic Prophecies (5CD box)

### Démos
- 1989 : Realm of Terror
- 1990 : Slow Asphyxiation
- 1991 : Unholy Prophecies
- 1994 : Bloodfreezing

### EP
- 1993 : The Call
- 1996 : Spawned by Evil
- 2017 : Pesta

### Singles
- 2018 : Mark of the Necrogram
- 2020 : Mirror Black
- 2020 : The Infernal Depths of Eternity
- 2020 : Devil's Spawn Attack
- 2020 : Tsar Bomba